# Народна библиотека Гацко
Народна библиотека Гацко је јавна културна установа у општини Гацко. Библиотека је основана је 1957. године и данас посједује 22.000 наслова. Смјештена је на адреси Немањина 5. у Гацку. Од новембра 2014. године библиотека је богатија за електронску читаоницу.  Библиотека врши стручни надзор и организује рад у библиотекама Основне школе, Средње школе, Српског просвјетног и културног друштва „Просвјета“ и Специјалне библиотеке Рудника и термоелектране Гацко.